# Tidaholm (Suède)
Tidaholm est une localité de la commune de Tidaholm dans le comté de Västra Götaland en Suède.
Sa population était de 8233 habitants en 2019.